# Lewis Charles Ayles
Pour les articles homonymes, voir Ayles.
Lewis Charles Ayles, né le 28 août 1927 ou 29 août 1927 à Atholville et mort le 21 octobre 2009 à Fredericton, était un avocat, juge et homme politique canadien.

## Biographie
Lewis Charles Ayles est né le 28 août 1927 à Atholville, au Nouveau-Brunswick et décédé le 21 octobre 2009 à Fredericton. Son père est Clifford C. Ayles et sa mère est Éveline Landry.
Il étudie à la Atholville Superior School puis à l'Université St. Thomas de Chatham.
Il épouse Thérèse Bourque le 27 décembre 1951. Il a 7 enfants.
Il a été député de Campbellton à l'Assemblée législative du Nouveau-Brunswick de 1967 à 1970 en tant que progressiste-conservateur. Après avoir pratiqué le droit à Campbellton pendant une vingtaine d'années, il fut successivement juge à la cour provinciale, à la Cour du banc de la Reine et à la Cour d'appel du Nouveau-Brunswick, où il a siégé jusqu'en 2002.